# Szlachetna Paczka
Szlachetna Paczka – ogólnopolski projekt społeczny organizowany przez Stowarzyszenie Wiosna, którego głównym celem jest materialna i mentalna pomoc rodzinom i osobom znajdującym się w trudnej sytuacji życiowej. 

## Opis
Organizacyjnie opiera się na pracy kilkunastu tysięcy wolontariuszy w całej Polsce koordynowanej z centrali w Krakowie. Zasadą działania projektu jest tzw. mądra pomoc, czyli taki rodzaj bezpośredniego wsparcia, który ma dać wybranym rodzinom narzędzia do tego, by były w stanie zacząć samodzielnie rozwiązywać swoje problemy. Organizatorzy projektu deklarują, że „nie pomagają biedzie roszczeniowej” i chcą, aby „ludzie sami radzili sobie w życiu”.
Pomoc rodzinom przekazywana jest podczas Weekendu Cudów, który odbywa się co roku w połowie grudnia.
Paczki z pomocą materialną przygotowaną przez darczyńców przekazywane są rodzinom zakwalifikowanym do projektu przez wolontariuszy. To oni, jesienią każdego roku, docierają do rodzin i osób znajdujących się w trudnej sytuacji życiowej, spotykają się z nimi w ich domach, przeprowadzają pogłębiony wywiad środowiskowy i podejmują decyzję o włączeniu (lub nie) danej rodziny do projektu. Następnie wspólnie określają konkretne potrzeby, których zaspokojenie ma dać rodzinom szansę na trwałą poprawę sytuacji. Informacje o rodzinach, zawierające m.in. opis ich historii oraz listę potrzeb, trafiają do internetowej bazy rodzin. Jej upublicznienie na stronie www Szlachetnej Paczki następuje w połowie listopada. Po zapoznaniu się z historiami i potrzebami rodzin, darczyńcy z całej Polski wybierają z niej konkretne rodziny, dla których deklarują przygotowanie paczek z pomocą materialną odpowiadającą wymienionym potrzebom. Podczas Finału Szlachetnej Paczki darczyńcy dostarczają paczki do specjalnie na tę okoliczność przygotowanych magazynów, skąd wolontariusze przewożą je do wskazanych rodzin.
Podczas XVII edycji Szlachetnej Paczki w 2017 roku pomoc materialną w ramach projektu otrzymały w ten sposób 20 073 rodziny, a jej łączna wartość wyniosła 53,97 mln zł.
Podczas XVIII edycji Szlachetnej Paczki w 2018 roku pomoc materialną w ramach projektu otrzymały w ten sposób 16 703 rodziny, a jej łączna wartość wyniosła 47,16 mln zł
Od kilku lat dodatkowym celem realizowanym w ramach Szlachetnej Paczki jest edukacja finansowa i popularyzacja postawy proaktywnej w życiu zawodowym i prywatnym.

## Historia
Początki projektu to rok 2000. Grupa studentów należących do Wspólnoty Indywidualności Otwartych, duszpasterstwa akademickiego prowadzonego przez ks. Jacka Stryczka, ówczesnego wikarego parafii pw. Miłosierdzia Bożego w Krakowie, zrealizowała projekt „Twarzą w twarz”, polegający na dostarczeniu paczek z pomocą materialną dla trzydziestu ubogich rodzin mieszkających na krakowskim osiedlu Prokocim Nowy.
W 2001 roku powstało Stowarzyszenie WIOSNA, którego prezesem został ks. Jacek Stryczek, i to on zajął się realizacją i rozwijaniem projektu. Jego nazwę zmieniono na „Świąteczna Paczka”, a już w 2003 roku pomoc objęła 214 rodzin w całym Krakowie. Podczas czwartej edycji po raz pierwszy uruchomiono elektroniczną bazę danych – znalazły się w niej 510 rodzin.
W 2005 roku Świąteczna Paczka objęła swoim działaniem całe województwo małopolskie, a rok później w projekt zaangażowało się już ponad 8 tys. indywidualnych darczyńców z całej Polski, ponad 1000 szkół i kilkadziesiąt firm. W tym samym roku powstał pierwszy zagraniczny sztab Paczki – w Moskwie, a dzięki darczyńcom z Polski, USA, Kanady, Szwecji i Holandii, w 2006 roku pomoc trafiła do 2049 rodzin.
W 2008 roku przyjęto nową nazwę projektu i odtąd znany jest on jako Szlachetna Paczka. Pomoc uzyskało wówczas prawie 5 tys. rodzin.
W 2009 roku darczyńcą projektu została ówczesna Pierwsza Dama, Maria Kaczyńska, czym zapoczątkowała zwyczaj przygotowywania paczek przez parę prezydencką, kontynuowany potem zarówno przez Annę i Bronisława Komorowskich, jak i Agatę Kornhauser-Dudę i Andrzeja Dudę.

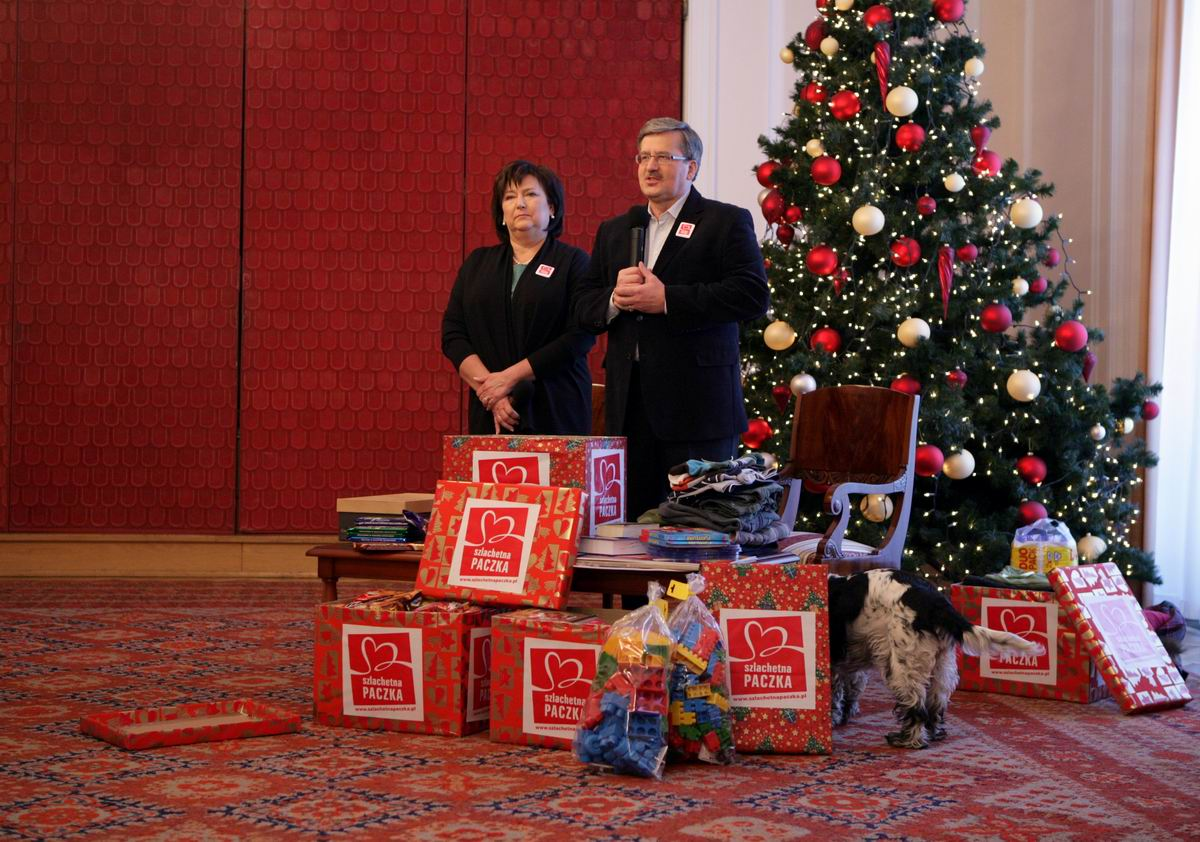
Szlachetna Paczka prezydenta Bronisława Komorowskiego (2010)

Wiosną i latem 2010 roku odbyła się specjalna edycja Szlachetnej Paczki – Paczka Pierwszej Pomocy. Wolontariusze projektu dostarczyli wówczas pomoc materialną rodzinom poszkodowanym przez powódź w województwach małopolskim i podkarpackim.
Jesienią 2010 roku paczkę dla wybranej rodziny przygotowali m.in. piłkarze Realu Madryt, a projekt uzyskał błogosławieństwo papieża Benedykta XVI. Pomoc dotarła do ponad 8 tys. rodzin, a jej wartość materialna przekroczyła 10 mln zł.
Dwa lata później do projektu włączono już ponad 13 tys. rodzin, a paczki przygotowali m.in. aktorzy Marek Kondrat i Wojciech Malajkat, tenisistki Agnieszka i Urszula Radwańskie oraz piłkarze Borussii Dortmund – Robert Lewandowski, Jakub Błaszczykowski i Łukasz Piszczek – a Paczka pojawiła się w mediach ogólnopolskich w nieoczywistych kontekstach, m.in. w kulisach serialu „M jak miłość” czy prognozie pogody TVP.
W 2014 roku paczkę przygotował papież Franciszek, a w projekt zaangażowanych było 12 tys. wolontariuszy. Pomoc trafiła do 19 580 rodzin, a jej wartość materialna przekroczyła 41 mln zł. Stowarzyszenie WIOSNA wydało też pierwszą edycję „Raportu o biedzie”.
Rok później liczba rodzin włączonych do projektu po raz pierwszy przekroczyła 20 tys. rodzin, a liczba darczyńców sięgnęła 900 tys. Stowarzyszenie WIOSNA zainaugurowało też projekt CSR-owy Inwestor Społeczny, którego celem jest optymalizacja zaangażowania firm w działania Szlachetnej Paczki. W tym samym roku zainaugurowano realizację tzw. paczek specjalistycznych: Paczki Seniorów, Paczki Lekarzy i Paczki Prawników, które mają rozszerzać wsparcie skierowane do potrzebujących rodzin o pomoc specjalistyczną realizowaną przez profesjonalistów.
W roku 2016 odbyła się pierwsza edycja powiązanego ze Szlachetną Paczką projektu Sztuka Teraz, promującego młodych polskich artystów i kuratorów, który Stowarzyszenie WIOSNA realizuje wspólnie z Muzeum Narodowym w Krakowie oraz Fundacją Lotto. W grudniu paczkę z pomocą dla rodziny w Polsce przygotował papież Franciszek.
W styczniu 2017 roku odbyła się pierwsza edycja organizowanego przez Stowarzyszenie WIOSNA Kongresu Duchowo / Genialnie / Globalnie, w czerwcu zaś ruszyła ogólnopolska kampania „Lubię ludzi”, obejmująca wszystkie projekty związane ze Szlachetną Paczką. Jej ambasadorami zostali m.in. sportowcy: Tomasz Majewski, Wojciech Szczęsny, Karol Kłos i Maja Włoszczowska.
W roku 2018 odbywa się XVIII edycja Szlachetnej Paczki. Obecnie (rok 2018) projekt działa lokalnie w 670 tzw. rejonach Szlachetnej Paczki w całej Polsce.
W lutym 2019 r. Szlachetna Paczka powróciła pod zarząd jej pomysłodawcy i inicjatora ks. Jacka Stryczka.

## Sposób działania
Mechanizm działania Szlachetnej Paczki opiera się na współdziałaniu pomiędzy wolontariuszami, darczyńcami a rodzinami. Do Szlachetnej Paczki rodziny nie mogą się zgłosić same – wybierają je działający lokalnie wolontariusze, którzy stają się dla nich opiekunami w ramach całego procesu. Paczki z pomocą materialną określoną przez rodziny we współpracy z wolontariuszami przygotowują darczyńcy.

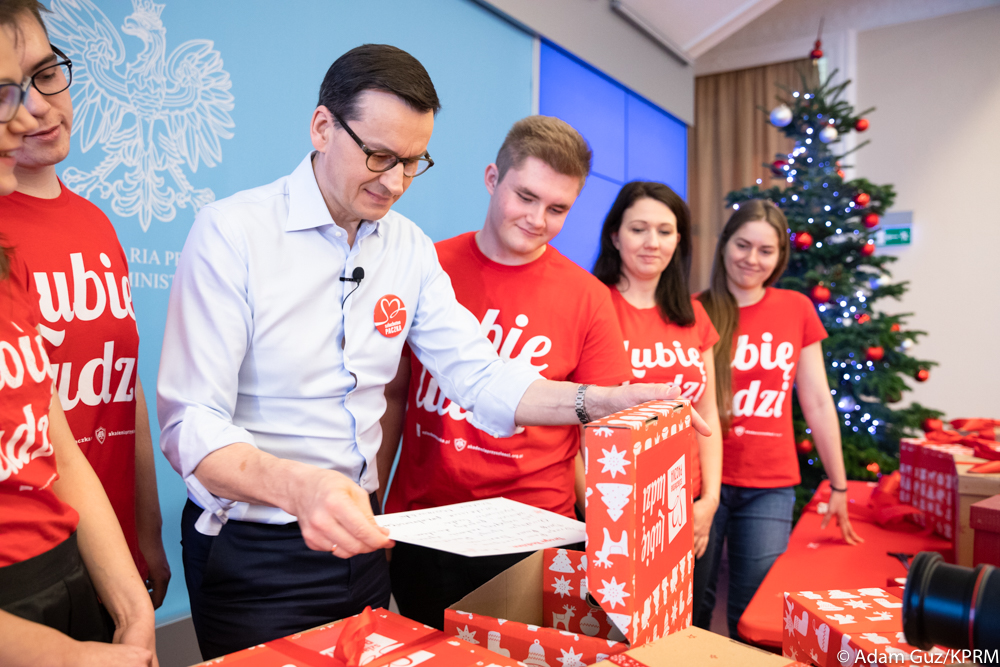
Premier Mateusz Morawiecki przygotowuje Szlachetną Paczkę (2019)

- Wolontariusze – w ramach projektu nazywani są Super W; działają we wszystkich rejonach, gdzie obecna jest Szlachetna Paczka (w roku 2018 jest ich 670[potrzebny przypis]). W każdym rejonie pracę kilku-kilkunastoosobowego zespołu wolontariuszy koordynuje lider (również wolontariusz).
- Darczyńcy – to osoby indywidualne i/lub instytucje (np. szkoły, firmy, kluby sportowe), które – albo na zaproszenie wolontariuszy opiekujących się poszczególnymi rodzinami, albo samodzielnie wybierając rodzinę z internetowej bazy – przygotowują paczkę ze wsparciem dla konkretnych osób. To, co powinno się znaleźć w paczce, określają wolontariusze w porozumieniu z rodzinami, wspólnie definiując najpilniejsze potrzeby danej rodziny, a następnie umieszczając ich listę w bazie. Podczas XVII edycji Szlachetnej Paczki jedną paczkę przygotowywało średnio 36 darczyńców, a przeciętna wartość materialna rzeczy, które wchodziły w jej skład, wyniosła 2 689 zł[8]. Prócz darczyńców prywatnych, akcja wspierana jest też przez organizacje oraz osoby publiczne. Do tej pory przyłączyli się do niej m.in.: Papież Franciszek, para prezydencka – Bronisław i Anna Komorowscy, Jerzy Dudek wraz z drużyną Realu Madryt, Tomasz Majewski, Agnieszka i Urszula Radwańskie, Mariusz Czerkawski, Grzegorz Turnau, Anna i Robert Lewandowscy, Julia Kamińska, Jakub Błaszczykowski, Łukasz Piszczek i Luiza Złotkowska.[potrzebny przypis]
- Rodziny – beneficjenci projektu, którzy – po włączeniu do programu przez wolontariuszy – otrzymują pomoc materialną przygotowaną przez darczyńców. W nomenklaturze projektu mianem rodzin określa się gospodarstwa domowe, które zostały odwiedzone przez wolontariuszy, bez względu na to, czy osoby wchodzące w ich skład, są ze sobą spokrewnione. Rodzinami w Szlachetnej Paczce mogą być również osoby mieszkające samotnie.
- Baza rodzin – internetowa baza danych, zawierająca historie wszystkich rodzin włączonych do projektu podczas danej edycji, wraz z opisem ich aktualnej sytuacji i listą potrzeb, których realizacja (poprzez przygotowanie przez darczyńców dedykowanej im paczki), ma im pomóc w dokonaniu trwałej zmiany w życiu.